# FK Arsenal Dziarjynsk
Maillots
Actualités
Le Futbolny Klub Arsenal Dziarjynsk, plus couramment abrégé en FK Arsenal Dziarjynsk (en biélorusse : ФК Арсенал Дзяржынск ou FK Arsenal Dzerzhinsk (en russe : ФК Арсенал Дзержинск), est un club biélorusse de football fondé en 2019 et originellement basé dans la ville de Dziarjynsk. 

## Histoire
Le club est fondé en 2019 et rejoint la troisième division biélorusse dès sa création. Il remporte le championnat dès sa première saison et rejoint la deuxième division en 2020. Après une 4e place lors de sa première saison en D2, le club remporte en 2021 la Perchaïa Liga et accède à la Vycheïchaïa Liga, la première division. 14e et relégué pour sa première saison de D1, l'Arsenal Dziarjynsk remonte dès la saison suivante pour terminer la saison 2024 à la 10e place sur les 16 que compte le championnat biélorusse.

## Bilan sportif

### Palmarès
- Championnat de Biélorussie de deuxième division (2) :
  - Champion : 2021 et 2023.

- Championnat de Biélorussie de troisième division (1) :
  - Champion : 2019.

### Bilan par saison
| Saison | Championnat          | Championnat | Championnat | Championnat | Championnat | Championnat | Championnat | Championnat | Championnat | Championnat | Coupe de Biélorussie |
| Saison | Division             | Pos         | Pts         | J           | V           | N           | D           | BP          | BC          | Diff        | Coupe de Biélorussie |
| ------ | -------------------- | ----------- | ----------- | ----------- | ----------- | ----------- | ----------- | ----------- | ----------- | ----------- | -------------------- |
| 2019   | Druhaya liga (III)   | 1er         | 76          | 28          | 25          | 1           | 2           | 119         | 14          | +105        | –                    |
| 2020   | Perchaïa Liga (II)   | 4e          | 46          | 26          | 13          | 7           | 6           | 41          | 28          | +13         | Seizièmes de finale  |
| 2021   | Perchaïa Liga (II)   | 1er         | 68          | 33          | 20          | 8           | 5           | 59          | 22          | +37         | Quarts de finale     |
| 2022   | Vycheïchaïa Liga (I) | 14e         | 23          | 30          | 5           | 8           | 17          | 18          | 42          | -24         | Huitièmes de finale  |
| 2023   | Perchaïa Liga (II)   | 1er         | 81          | 32          | 26          | 3           | 3           | 86          | 30          | +56         | Huitièmes de finale  |
| 2024   | Vycheïchaïa Liga (I) | 10e         | 38          | 30          | 10          | 8           | 12          | 29          | 36          | -7          | Huitièmes de finale  |

Légende
- Vainqueur de la compétition.
- Promu en division supérieure.
- Relégué en division inférieure.

## Personnalités du club

### Entraîneurs
Liste des entraîneurs du clubs depuis sa création,, :
- Sergueï Yaskovich (ru) (2019)
- Pavel Kirilchik (ru) (2020–2022)
- Sergeï Pavlyukovich (ru) (2023)
- Oleg Trubilo (2023)
- Aleksandr Brazevich (ru) (2023–2024)
- Vyacheslav Vashkevich (ru) (2024-2025)
- Sergey Yakushin (depuis juillet 2025)